# O Capanga
O Capanga é um filme brasileiro de 1957 dirigido por Alberto Severi.
É um dos primeiros filmes brasileiros produzidos em Cinemascope, um sistema que já era comum nos Estados Unidos.

## Prêmios e indicações
- Prêmio Associação Brasileira de Cronistas Cinematográficos (1957)

Vencedor na categoria:
Melhor ator (Luigi Picchi)
- Prêmio Saci (1957)

Vencedor na categoria:
Melhor ator (Luigi Picchi)
- Prêmio Governador do Estado de São Paulo (1957)

Vencedor na categoria:
Melhor ator (Alberto Ruschel)

## Sinopse
O capanga de um fazendeiro rapta a filha do cacique de uma tribo indígena e, sem saber, acaba se apaixonando por sua irmã e matando seu próprio pai.

## Elenco
- Luigi Picchi ... Virgulino
- Alberto Ruschel .... Isidoro
- Fada Santoro .... Ângela
- Rubens de Falco
- Paulo Aliberti
- Walter Almeida
- Roberto Amaral
- Leo de Avelar
- Paulo Domingues
- Maria Alba Esposito
- Neyde Fraga
- José Herculano
- Francisco Negrão .... Roberto
- Douglas Oliveira
- Coriolano Rodrigo